# Ammoudárion (La Canée)
Ammoudárion (grec moderne : Αμμουδάριον) est une localité située dans le dème de Sfakiá, dans le district régional de La Canée, dans la periphérie de Crète, en Grèce.
Selon le recensement de 2011, elle compte 164 habitants.